# کورداویل (ماساچوست)
کورداویل (به انگلیسی: Cordaville) یک منطقهٔ مسکونی در ایالات متحده آمریکا است که در شهرستان ووستر، ماساچوست واقع شده‌است. کورداویل ۴٫۸ کیلومتر مربع مساحت و ۲٬۶۵۰ نفر جمعیت دارد و ۷۶ متر بالاتر از سطح دریا واقع شده‌است.